# 祺祥
祺祥（穆麟德轉寫：fengšengge sabingga，大词典轉寫：fengshengge sabingga）是清穆宗毅皇帝载淳拟用的年号，然而未及正式改元即被取消。1861年8月22日，咸丰帝（清文宗）在热河承德去世，其子载淳在以肃顺为首的顧命八大臣辅佐下登基，随驾诸臣拟定「兴符」、「安禧」、「祺祥」、「祥祐」此四个备选年号，9月3日發詔，明年改元祺祥。11月2日東太后慈安、西太后慈禧聯合恭親王奕訢等人發動政變，又稱辛酉之变、祺祥之变，八大臣或殺或貶，從此兩宮垂簾，在11月7日下詔，翌年改元为同治，祺祥年號未及改元，即被廢除。
因「同治」年號在滿文稱之「ᠶᠣᠣᠨᡳᠩᡤᠠ
ᡩᠠᠰᠠᠨ, (yooningga dasan)」 ，「ᠶᠣᠣᠨᡳᠩᡤᠠ, (yooningga)」意為「共同的」，是副词「ᠶᠣᠣᠨᡳ, (yooni，“全，尽”)」的形容词形式； 「ᡩᠠᠰᠠᠨ, (dasan)」意為「政治」，直接翻譯成漢文看似「共同而治」，故有稱同治年號是代表「兩宮太后共同而治」，此言可能有誤。因兩宮聽政是一時之計，不可能成為皇帝的年號。實際上清兵入關後早已漢化，「同治」應出自《書經·蔡仲之命》：「為善不同，同歸於治；為惡不同，同歸於亂」。

## 典故出處
來自《宋史·乐志》：「不涸不童，誕降祺祥。」

## 改元
- 咸豐十一年——七月十七日，清文宗去世。七月二十九日，定明年年號祺祥。十月五日，定明年年號同治。十月九日，清穆宗載淳即位，有詔明年改元同治。[3]

## 文物古迹

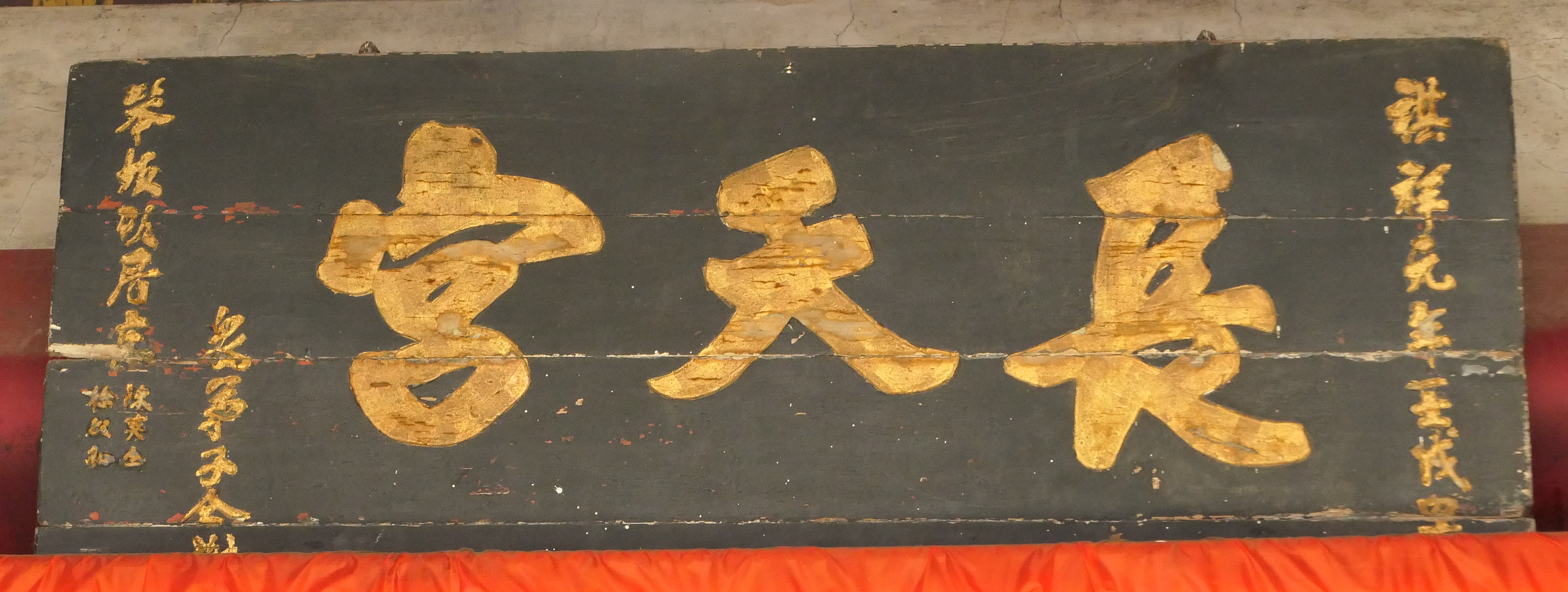
笨港長天宮「長天宮」匾

- 咸丰十一年（1861年），钦天监编撰第二年的时宪书时，已采用祺祥年号。今北京图书馆普通古籍自然科学门藏书中内有《大清祺祥元年岁次壬戌时宪书》一册，为硃墨刻本，冠朱印1页[4]:82。
- 臺灣嘉義縣新港鄉板頭村長天宮藏木匾，其落款「祺祥元年壬戌置」，為臺灣唯一使用祺祥年號的匾額，是咸豐駕崩到祺祥之變期間所造，當時本欲在明年掛上殿宇，其後並未更正為「同治元年壬戌置」，此情況即使在中國大陸也很罕見[5]。

### 引用
1. ↑  李崇智. . 北京: 中华书局. 2004年12月: 224. ISBN 978-7-101-02512-5.
2. ↑  李崇智《中國歷代年號考》，第223頁。
3. ↑  趙爾巽.  . 维基文库 （中文）.「〔咸豐十一年七月〕癸卯，文宗崩。……乙卯，定年號祺祥。……〔十月〕庚申，詔改祺祥為同治。……甲子，上御太和殿即皇帝位，受朝。頒詔天下，以明年為同治元年。」
4. ↑  寒冬虹. . 文献 (北京市: 国家图书馆). 1990, (1990年04期)  [2022-09-28]. ISSN 1000-0437. （原始内容存档于2022-09-28） （简体中文）.
5. ↑  陳永順. . 聯合報. （原始内容存档于2015-04-07）.